# Apeadero de Cunheira
El Apeadero de Cunheira es una plataforma ferroviaria desactivada del Ramal de Cáceres, que servía a la localidad de Cunheira, en el Distrito de Portalegre, en Portugal.

## Historia
El Ramal de Cáceres comenzó a ser construido el 15 de julio de 1878, siendo abierto a la explotación el 15 de octubre del año siguiente, e inaugurado el día 6 de junio de 1880.

### Fin de los servicios
El 1 de febrero de 2011, la empresa Comboios de Portugal canceló los servicios regionales de pasajeros en el Ramal de Cáceres.